# Bar (rivier)
De Bar is een zijrivier van de Maas in het Franse departement Ardennes in de regio Grand Est. De stroom ontspringt in de Argonne tussen de plaatsen Bar-lès-Buzancy en Harricourt en mondt uit in de Maas nabij Pont-à-Bar.

## Rivieronthoofding
De Bar stroomt vandaag door een overgedimensioneerd dal. De oorzaak hiervan is een rivieronthoofding. Voordien stroomde de Aire bij Saint-Juvin naar het noorden: via Champigneulle naar de Maas. De Aire vormde zo het dal van de huidige Bar. Een klein zijriviertje van de Aisne, dat via het huidige dorp Grandpré naar het westen stroomde, kon de bovenloop van de Aire echter "kapen". Deze onthoofding kon gebeuren omdat de Aisne (en dus ook het kleine zijriviertje van Grandpré) zich gemakkelijker kon insnijden dan de Aire/Bar. Uiteindelijk verlaagde het riviertje vanuit Grandpré zich onder dat van de Aire/Bar bij Saint-Juvin en kwam het water van de bovenloop van de Aire via Grandpré in de Aisne terecht.

## Canal des Ardennes
Een gedeelte van het Canal des Ardennes loopt door de vallei van de Bar. Het kanaal is zo veel mogelijk langs de Bar aangelegd: tussen Pont-à-Bar en Tannay loopt het parallel aan de Bar. Als afkorting op het slingerende traject van deze rivier is er bij Saint-Aignan een tunnel door de heuvels aangelegd: de Tunnel van Saint-Aignan. Bij Tannay verlaat het kanaal het dal van de Bar om de waterscheiding met het stroomgebied van de Seine (Aisne) te overbruggen bij Le Chesne.